# Burggymnasium Altena
Das Burggymnasium ist seit 1978 das einzige Gymnasium in Altena (Westf.). Die Lage, mit Blick auf die Burg Altena, war ausschlaggebend für die Namensgebung.

## Schulgeschichte

### Geschichte des Jungengymnasiums
Die älteste Aufzeichnung über eine höhere Schule in Altena findet sich in einem Lagerbuch der lutherischen Kirche aus dem Jahre 1626. Damals diente ein kleiner Raum auf dem Dachboden der Lutherkirche als Klassenzimmer der Lateinschule. Den Unterricht war über zweihundert Jahre in den Händen der örtliche Pastöre. Im Jahre 1839 war der Unterrichtsraum so verfallen, dass er im Winter nicht mehr benutzt werden konnte. Eine Reparatur lohnte nicht, woraufhin sich die städtische Schulkommission mit der Angelegenheit beschäftigte. Schließlich waren sich Magistrat, Schulkommission und Stadtverordneten-Versammlung einig, das höhere Schulwesen in Altena aus den Händen der Kirche in die Verantwortung der Stadt zu überführen. So wurde am 1. Mai 1843 die „Höhere Stadtschule“ am Bungern eröffnet. Dank eines differenzierten Lernangebotes wurde diese ein Erfolgsmodell. Innerhalb der ersten vier Jahre verdoppelte sich die Schülerzahl von 23 im Frühjahr 1843 auf 48 vier Jahre darauf. Die weiter steigenden Schülerzahlen führten zu einer Raumnot, die durch einen Umzug im Herbst 1853 aus dem Haus der Freiheiter Schule in einen Saal oberhalb der Künneschen Messinggusswarenfabrik gelöst werden konnte. Nach einem weiteren Umzug im Jahr 1854 fand man am 8. März 1855 für fast ein halbes Jahrhundert eine geeignete Unterkunft, erneut am Bungern. 1871 wurde die Altenaer „Höhere Stadtschule“ in eine höhere Bürgerschule umgewandelt. Die Bemühungen des damaligen Direktors führten zu einer Aufwertung der fünfklassigen höheren Bürgerschule in ein siebenklassiges Realprogymnasium.
Im Frühjahr 1902 wurde mit einem Neubau an der Bismarckstraße begonnen, der am 31. Oktober 1903 eingeweiht wurde. Im Schuljahr 1902/03 gelang es, den gesamten Unterricht nach dem realgymnasialen Lehrplan durchzuführen. 1905 gab es dafür die ministerielle Anerkennung als Realgymnasium und im gleichen Jahr nahmen die ersten Schüler ihre Abiturzeugnisse entgegen. 1938 wurde aus dem neunstufigen Gymnasium die achtstufige „Oberschule für Jungen“. Arbeits- und Wehrdienst erhielten den Vorrang. Im Frühjahr 1945 kam der Unterrichtsbetrieb vollständig zum Erliegen. Aufgenommen wurde er erst wieder am 18. Januar 1946 im Städtischen Neusprachlichen Gymnasium für Jungen. 1979 wurde das Jungengymnasium nach einer Verschmelzung mit dem Mädchengymnasium als Burggymnasium weitergeführt.

### Geschichte des Mädchengymnasiums

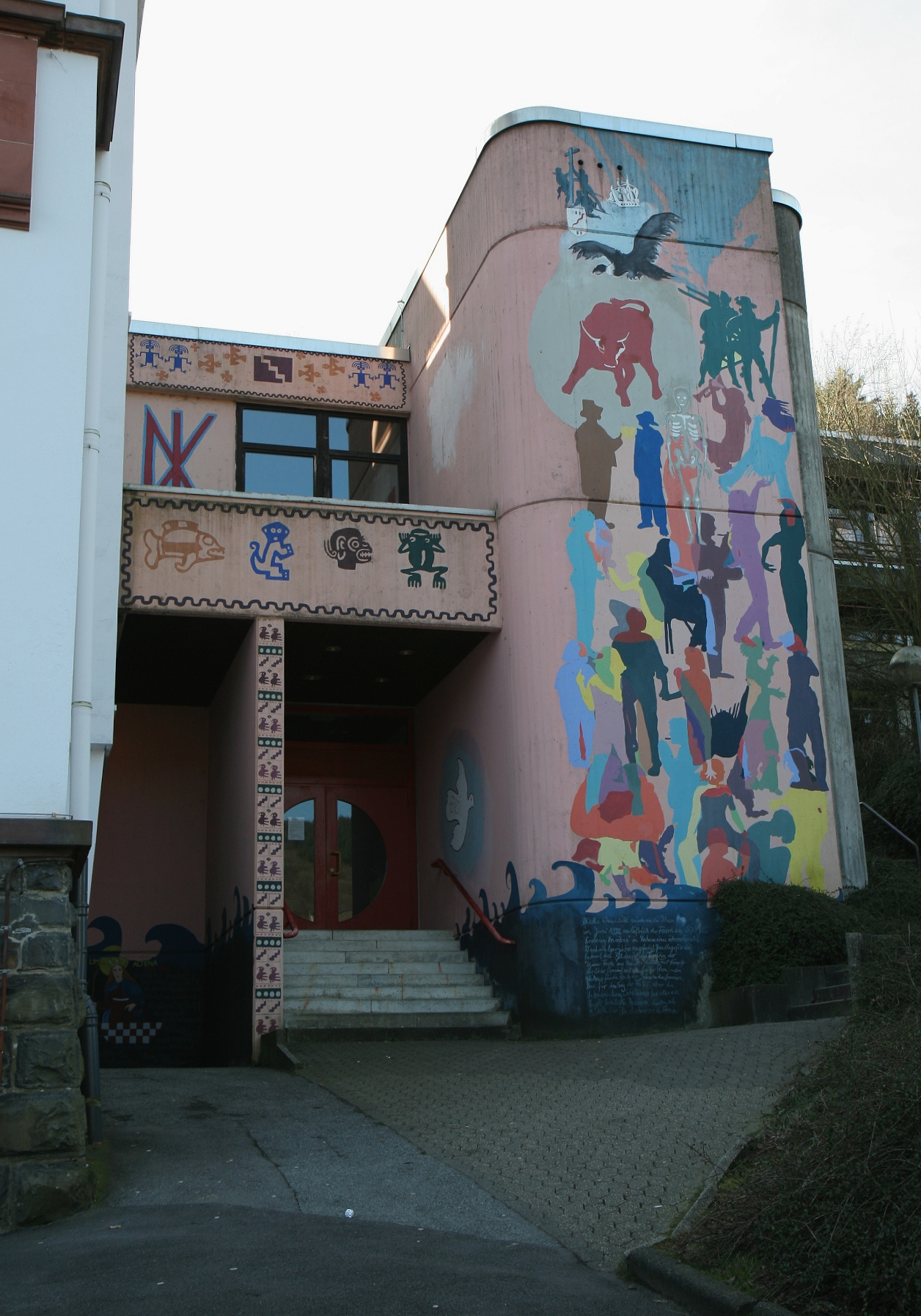
Zwischentrakt

Im Jahre 1866 gingen die beiden privaten Höheren Töchterschulen in der Höheren Töchterschule Freiheit auf. Die Schule zog im Jahre 1874 in ein Gebäude um, wo sich heute das Deutsche Drahtmuseum befindet. Ab dem Jahr 1879 wurde aus der zweiklassigen Schule eine dreiklassige, wobei jede Klasse mit jeweils zwei Jahrgängen besetzt war, so dass ein sechsjähriger Schulbesuch möglich wurde. 1922 gab es dann die offizielle Anerkennung als Lyzeum. Nach dem Zweiten Weltkrieg wurde die Schule als Städtisches Neusprachliches Gymnasium für Mädchen geführt. 1979 ging diese dann im Burggymnasium auf.

### Geschichte des koedukativen Gymnasiums
Der Rat der Stadt Altena beschloss im Schuljahr 1971/72 die Zusammenlegung des Mädchen- und des Jungengymnasiums. Dies geschah aus der Notwendigkeit für das Mädchengymnasium, die erforderlichen Räumlichkeiten zur Verfügung zu stellen und die Schulsituation in Altena zu vereinfachen. Die Möglichkeit für einen Erweiterungsbau bestand nur an der Bismarckstraße. Für sieben Millionen Mark wurde der Altbau erweitert. Im Herbst 1978 wurde der endgültige Umzug durchgeführt. Das Gymnasium trug ab nun den Namen „Burggymnasium Altena“.
Am 5. Mai 2012 wurde das Burggymnasium zusammen mit zwölf weiteren Schulen als eine der ersten Schulen im Märkischen Kreis zu einer „Europaschule in Nordrhein-Westfalen“ ernannt.

## Persönlichkeiten

### Schulleiter
- 1871–1888 Rektor Karl Mummenthey
- 1888–1912 Rektor Oskar Rebling
- 1912–1914 Direktor Eduard Rothfuchs
- 1915–1919 Direktor Oskar Rebling
- 1919–1924 Direktor Eduard Rothfuchs
- 1924–1924 Studienrat Butenuth
- 1924–1924 Studienrat Ficke
- 1925–1933 Studiendirektor Friedrich Heyne
- 1933–1933 Studienrat Lau
- 1933–1934 Studienrat Hermann Flebbe
- 1934–1936 Studiendirektor Johann Passe
- 1936–1937 Studienrat Flebbe
- 1937–1939 Studiendirektor Max Hobinder
- 1939–1940 Studienrat Wallis
- 1940–1942 Studiendirektor Max Hobinder
- 1942–1944 Studienrat Ficke
- 1944–1945 Oberstudiendirektor Max Hobinder
- 1945–1945 Studienrat Ficke
- 1945–1947 Studienrat Schröder
- 1947–1954 Oberstudiendirektor Friedrich Heyne
- 1954–1961 Oberstudiendirektor Ernst Jürgen Freese
- 1961–1962 Oberstudiendirektor Titgemeyer als kommissarischer Leiter
- 1962–1962 Oberstudienrat Rühling als kommissarischer Leiter
- 1962–1964 Oberstudienrat Maaß als kommissarischer Leiter
- 1964–1975 Oberstudiendirektor Rudolf Rühling[3]
- 1975–1977 Studiendirektor Arno Hohage als kommissarischer Leiter
- 1977–1992 Oberstudiendirektor Alfred Werthmann[4]
- 1992–1993 Studiendirektor Arno Hohage als kommissarischer Leiter
- 1993–2007 Oberstudiendirektor Uwe Muhs[5]
- 2007–2022 Oberstudiendirektor Hans-Ulrich Holtkemper[6]
- seit 2022 Oberstudiendirektor Dennis Knebel[7]

### Lehrer
- Wilhelm Kaiser (1877–1961), Lehrer und Politiker (Deutsche Zentrumspartei)
- Heinz Aulfes (1877–1961), Lehrer und Politiker (SPD)

### Schüler
- Wilhelm Ashoff (1886–1941), Unternehmer
- Fritz Berg (1901–1979), Fabrikant, Präsident des Bundesverbandes der Deutschen Industrie (BDI)
- Herbert Evers (1902–1968), Landrat in Olpe
- Reinhard Schweppe (* 1949), Diplomat
- Peter Prange (* 1955), Schriftsteller
- Dirk Timmermann (* 1957), Ingenieur und Universitätsprofessor
- Eckhard Boles (* 1963), Mikrobiologe und Biotechnologe
- Susanne Hüttemeister (* 1963), Astronomin, Leiterin des Planetariums Bochum
- Andreas Hollstein (* 1963), Politiker, Bürgermeister von Altena
- Natalja Schmidt (* 1971), Autorin

## Schülerzeitung
Die Schülerzeitung „Mittlere Brücke“ (MB) wurde erstmals 1962 als Gemeinschaftsaktion des ehemaligen Jungen- und Mädchengymnasium veröffentlicht. Seitdem wird sie in unregelmäßigen Abständen veröffentlicht. Sie gewann 1972 einen Preis von Radio Luxemburg (heute RTL). Nachdem die Herausgabe der Schülerzeitung nach 2011 eingestellt worden war, startete sie im Frühjahr 2024 erneut. Der Name leitet sich von der Lennebrücke ab, die ursprünglich das Jungen- und Mädchengymnasium verband.

## Stiftungen
Zwei Stiftungen unterstützen das Burggymnasium Altena:
Die Potthast/Dr. Dunkel-Stiftung würdigt seit 1960 zweimal jährlich besondere schulische Leistungen durch Prämierung der jeweils Klassen-/Stufenbesten mit einem Buchpreis.
Die Stiftung Burggymnasium Altena wurde 2024 ins Leben gerufen. Sie hat als Ziel die Förderung sozialen Bürgerengagements, insbesondere durch das Schaffen von Anreizen für Schüler, sich uneigennützig für die Gemeinschaft im heimischen Raum einzubringen. Zugleich fördert sie Maßnahmen der Schule, Schüler an die Übernahme sozialer Verantwortung heranzuführen.